# Esplendor Geométrico
Esplendor Geométrico est un groupe espagnol de musique électronique, originaire de Madrid.

## Histoire

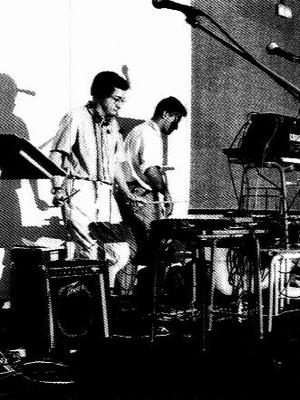
EG à Tolosa 1987.

Il est formé au début des années 1980 par Arturo Lanz, Juan-Carlos Sastre et Gabriel Riaza, après leur départ d'Aviador Dro, groupe pionnier de la synthpop espagnole. Ils prennent pour nom le titre d'une œuvre futuriste, Splendeur géométrique. En 1981, ils éditent leur premier single, Necrosis en la poya, sur le label Tic Tac, bientôt suivi de leur premier LP, El Acero del partido (1982). 
En 1985, le groupe crée son propre label, Discos Esplendor Geométrico, et édite son deuxième LP, Comisario de la luz. Leur style facilement reconnaissable, à base de rythmes industriels durs, a été développé sur leurs deux albums suivants, Kosmos kino (1987) et Mekano turbo (1988), ce dernier étant considéré par beaucoup comme le lancement définitif d’Esplendor Geometrico. Après l'album Live in Utrecht (1989), les œuvres du groupe paraîtront sur le label Geometrik.
Sheikh aljama, sorti en 1991, traduit les influences orientales de la musique d'Esplendor Geometrico, alors que Veritatis splendor (1994) et Balearic rhythms (1996) voient gagner en douceur leur son auparavant très abrasif. À partir de là, le groupe devient un duo composé d'Arturo Lanz et de Saverio Evangelista, dernier membre à rejoindre le groupe en 1990. Le Polyglophone de 1997 manifeste un retour d'Esplendor Geometrico à la sonorité pleinement agressive de leurs débuts. L'année suivante, des artistes tels que Coil et Chris and Cosey contribuent à l'album de remixes EN-CO-D-Esplendor, avec des nouvelles versions de classiques du groupe. En 2002, paraît Compuesto de hierro, fortement influencé par la musique chinoise. 3 ans plus tard paraît un double best-of, Anthology 1981 - 2003, qui connaîtra un certain succès.
Lanz vit désormais à Pékin et Evangelista à Rome ; le groupe reste toutefois très actif. Le mois d'avril 2007 a vu la parution d'un nouvel album, 8 Traks and Live, comportant huit morceaux inédits et un DVD de la performance du groupe au festival DeciBELIO (2006) de Madrid. Bien que souvent ignorés des rétrospectives de la musique électronique ou industrielle, et malgré l'extrême rareté de la plupart de leurs œuvres, Esplendor Geometrico exerce une influence forte, non seulement sur la musique industrielle, mais aussi plus largement sur l'ensemble de la musique électronique. Leur influence est particulièrement discernable dans le son d'artistes tels qu'Autechre et Pan Sonic.

## Style musical
Le style musical du groupe est souvent associé à la musique industrielle ou au power noise. Son membre fondateur Arturo Lanz se défend de faire de la musique industrielle, mais affirme cependant que les origines du style d'Esplendor Geométrico remontent à son écoute des disques de Throbbing Gristle, formation musicale à l'origine de l'intégration du terme « industriel » dans le monde musical. 

## Discographie
- 1981 : Necrosis en la poya (7")
- 1981 : EG-1 cassette (réédition CD en 2000)
- 1982 : El acero del partido(réédition CD en 2000)
- 1985 : Comisario de la luz
- 1986 : 1980-1981 (cassette)
- 1986 : En Roma (cassette)
- 1987 : En directo: Madrid y Tolosa (cassette)
- 1987 : Kosmos kino (réédition CD en 1996)
- 1988 : Mekano-turbo (réédition CD en 1994)
- 1989 : Madrid mayo '89
- 1990 : Live in Utrecht (réédition CD en 1999)
- 1990 : Diez años de esplendor (2 x cassette)
- 1991 : Sheikh aljama (jeque de aljama)
- 1993 : 1980-1982 (double cassette)
- 1993 : Arispejal astisaró (Powerful Metal)
- 1994 : Veritatis splendor
- 1994 : 1983-1987
- 1995 : Nador
- 1996 : Tokyo sin fin
- 1996 : Treinta kilómetros de radio (CD-EP)
- 1996 : Balearic rhythms
- 1996 : 80's tracks
- 1997 : Tarikat (2 x CD)
- 1997 : Polyglophone
- 1998 : Syncrotrón (mini-LP)
- 1998 : EN-CO-D-Esplendor (remixes)
- 2002 : Compuesto de hierro
- 2004 : Moscú está helado (remixes)
- 2005 : Anthology 1981-2003
- 2007 : 8 Traks and Live
- 2009 : Pulsion
- 2011 : Desarrollos geométricos
- 2011 : E.G.Kaidan : Esplendor Geométrico + Hijokaidan - E.G.Kaidan (Live In Tokyo 24 November 2013)
- 2016 :  Fluida Mekaniko
- 2019 : Cinética
- 2020 : Esplendor Geométrico - 40 Años Nos Iluminan